# Mikrotom laserowy
Mikrotom laserowy – to przyrząd służący do bezdotykowego cięcia preparatów biologicznych na bardzo cienkie skrawki do obserwacji mikroskopowej. W przeciwieństwie do zwykłego mikrotomu, do cięcia próbki używany jest laser, a sama próbka nie wymaga żadnego dodatkowego przygotowania, jak zamrażanie, odwadnianie czy utrwalanie w żywicy. Mikrotomem laserowym można ciąć preparat na skrawki o grubości zwykle od 10 do 100 µm.

## Zasada działania
Cięcie wykonywane jest przez działanie na próbkę laserem femtosekundowym, który emituje falę elektromagnetyczną o długości odpowiadającej zakresowi bliskiej podczerwieni. Laser o takich parametrach jest w stanie penetrować próbkę na określoną głębokość, nie powodując przy tym żadnych uszkodzeń w wyniku działania wysokiej temperatury. Laser jest bardzo precyzyjnie i ściśle ogniskowany w zadanym miejscu, przez co moc rzędu jednego TW/cm² skupiona jest na małej przestrzeni, co powoduje optyczną dezintegrację materiału na drodze efektów nieliniowych. To objawia się zniszczeniem (cięciem) próbki, ale jedynie wzdłuż miejsc ogniskowania. Proces ten zwany jest także fotodestrukcją.
Impulsy laserowe są bardzo krótkie, rzędu kilku femtosekund (1 fs = 10−15s), wobec czego jednym impulsem jest dostarczana niewielka ilość energii, rzędu kilku nanodżuli. To zmniejsza oddziaływanie lasera do pola wielkości około 1 mikrometra, poza którym tkanka nie pobiera zwiększonej ilości energii, a co za tym idzie nie występują uszkodzenia termiczne.
Kierunkiem i szybkością cięcia zawiaduje komputerowo sterowany mechanizm, dzięki czemu cięcie jest szybkie i niezwykle precyzyjne.